# NGC 7466
NGC 7466 (również IC 5281, PGC 70299 lub UGC 12319) – galaktyka spiralna (Sb), znajdująca się w gwiazdozbiorze Pegaza. Odkrył ją Édouard Jean-Marie Stephan 20 września 1873 roku. Jest to galaktyka z aktywnym jądrem.